# I re della risata
I re della risata (4 Clowns) è un film documentario del 1970 diretto da Robert Youngson in onore dei più grandi comici del cinema muto. La pellicola presenta spezzoni di vari cortometraggi girati negli anni venti da Stanlio & Ollio, Buster Keaton, Charley Chase e altri comici dell'epoca.

## Trama
Stanlio e Ollio finiti in carcere per aver svaligiato un centro commerciale pianificano la loro fuga scavando un tunnel. Tuttavia finiscono nella sala del loro direttore carcerario. Successivamente vengono condotti in campo per l'addestramento e proprio lì i due eluderanno le guardie dato che vi erano alcuni imbianchini: Stanlio e Ollio si sfilano le camicie e se le rinfilano al contrario per apparire proprio come due pittori. Usciti dal cancello, i due iniziano a far finta di dipingere vari oggetti tra i quali auto e vetrate, attirando le attenzioni di un poliziotto che ben presto si mette a rincorrerli. Proprio in quel giorno due direttori esterni dovevano visitare la prigione da cui sono fuggiti Stanlio e Ollio i quali, abbrancati senza saperlo i due commissari, rubano loro i vestiti per apparire come delle persone nobili e di seguito allontanarsi il poliziotto. Tuttavia i due finiscono in casa del direttore della prigione il quale li scambia per gli ispettori esterni. Quando Stanlio e Ollio entrano in prigione subito vengono riconosciuti dai prigionieri e di seguito dalle guardie.
Finiti di nuovo in prigione, Stanlio e Ollio evadono nuovamente. I due si sono fatti scortare in centro da amici ma durante la corsa Stan e Oliver hanno scambiato i pantaloni: ad uno vanno stretti e l'altro sembra un pagliaccio. Di conseguenza cercano di scambiarsi i calzoni ma un attimo prima di riuscire nell'impresa vengono sempre bloccati dallo sguardo severo dei passanti e quindi costretti a desistere. Inseguiti da una guardia per atti osceni, si ritrovano in una piattaforma mobile che li spedisce sopra un palazzo in costruzione. L'unica speranza per i due è riuscire a raggiungere una scala posta sul pilastro opposto a quello in cui si trovano, ma la strada è irta di pericoli.
Sposatisi, i due pianificano di andare con una scusa a divertirsi, giacché le mogli impediscono loro di uscire senza il loro consenso. La giustificazione è di andare a vedere uno show al teatro, ma Stanlio e Ollio una volta usciti di casa non sanno che proprio quel teatro citato da loro alle mogli è appena andato in fiamme e che quindi le donne sono corse ad informarsi della situazione. Intanto Stanlio e Ollio sono andati a bazzicare con due simpatiche ragazze che di seguito hanno proposto loro di bere un drink in casa loro. Stanlio e Ollio, ubriacandosi assieme alle ragazze, presto comprenderanno che in realtà le signorine sono fidanzate e di seguito che le mogli hanno compreso tutto riguardo al loro imbroglio. Decisi finalmente a far carriera, Stanlio e Ollio giungono a Broadway. Lavorando presso il più lussuoso hotel della città come facchino e portinaio, Stanlio e Ollio all'inizio pasticciano un po' con il tassista dell'albergo, di seguito con il personale e infine con i clienti. Infatti tra questi vi sono un famoso principe tedesco, figlio del re e della regina di Germania e anche una famosa star del cinema e della moda: Jean Harlow. Al primo Stanlio e Ollio renderanno l'entrata nell'hotel assai disastrosa dato che lo fanno precipitare per ben tre volte dall'ascensore, mentre ad Harlow chiuderanno un lembo del vestito nella porta del taxi, dacendola entrare seminuda nel palace.
James Shannon è il partner di una società finanziaria sull'orlo del fallimento, quando un avvocato gli mostra il testamento del nonno defunto. James erediterà sette milioni di dollari a patto di sposarsi entro le 19:00 del suo ventisettesimo compleanno, ovvero il giorno stesso. James propone subito a Mary, la donna che ama da oltre un anno ma a cui ancora non è riuscito a dichiarare il suo amore, di sposarlo. Questa accetta lì per lì, ma poi rifiuta credendo di essere solo una scusa per arrivare ai soldi. Insieme al socio Billy e all'avvocato decidono allora di provare al Country Club. Lì stilano una lista di sette ragazze, sette probabilità per sposarsi. Tutte rifiutano James, il quale comincia a chiedere la mano a chiunque indossi una gonna. Il suo socio Billy decide di mettere un annuncio sul giornale: la donna che si presenterà alle 17:00 in chiesa avrà in sposo un uomo da sette milioni di dollari. Ma le conseguenze di questo annuncio provocheranno inconvenienti a non finire

## Film di Stanlio & Ollio presenti nell'antologia
Nota: l'elenco è proposto secondo l'ordine di data di uscita delle comiche.
- I due galeotti (The Second Hundred Years) (1927)
- Noi sbagliamo (We Faw Down) (1928)
- Gli uomini sposati devono andare a casa? (Should Married Men Go Home?) (1928)
- Viva la libertà (Liberty) (1929)
- Agli ordini di sua altezza (Double Whoopee) (1929)

## Film di Charley Chase
- Limousine Love (1928)

## Film di Buster Keaton
- Le sette probabilità (Seven Chances) (1925)